# Belazaima do Chão, Castanheira do Vouga e Agadão
Belazaima do Chão, Castanheira do Vouga e Agadão (oficialmente: União das Freguesias de Belazaima do Chão, Castanheira do Vouga e Agadão) é uma freguesia portuguesa do município de Águeda, com 88,09 km² de área e 1415 habitantes (censo de 2021). A sua densidade populacional é 16,1 hab./km².

## História
Foi constituída em 2013, no âmbito de uma reforma administrativa nacional, pela agregação das antigas freguesias de Belazaima do Chão,  Castanheira do Vouga e Agadão com sede em Castanheira do Vouga.

## Demografia
A população registada nos censos foi:
| Distribuição da População por Grupos Etários | Distribuição da População por Grupos Etários | Distribuição da População por Grupos Etários | Distribuição da População por Grupos Etários | Distribuição da População por Grupos Etários | Distribuição da População por Grupos Etários |
| -------------------------------------------- | -------------------------------------------- | -------------------------------------------- | -------------------------------------------- | -------------------------------------------- | -------------------------------------------- |
| Antes da agregação                           |                                              |                                              |                                              |                                              |                                              |
| Ano                                          | 0-14 anos                                    | 15-24 anos                                   | 25-64 anos                                   | >= 65 anos                                   | Total                                        |
| 2001                                         | 246                                          | 234                                          | 915                                          | 397                                          | 1792                                         |
| 2011                                         | 215                                          | 130                                          | 858                                          | 408                                          | 1611                                         |
| Após a agregação                             |                                              |                                              |                                              |                                              |                                              |
| Ano                                          | 0-14 anos                                    | 15-24 anos                                   | 25-64 anos                                   | >= 65 anos                                   | Total                                        |
| 2021                                         | 132                                          | 143                                          | 669                                          | 471                                          | 1415                                         |